# Swedish Surfing Association
Swedish Surfing Association (SSA) är ett svenskt surfingförbund som grundades den 1 maj 1985 av Jan Ekstedt för att deltaga med ett landslag på EM på Irland. Förbundet har som ändamål att samla landets surfare och verka för surfingens utveckling och intresse i Sverige, att upprätthålla samarbetet med internationella surf-organisationer och att underlätta för svenska surfare att träna och tävla utomlands, samt att genom kamratlig samvaro främja medlemmarnas intresse för surfing. Under hösten 2007 genomfördes för första gången 4 deltävlingar under namnet Swedish Surf Tour och final samtidigt med Svenska mästerskapen.